# 粟田人上
粟田 人上（あわた の ひとかみ）は、奈良時代の貴族。官位は従四位下・武蔵守。

## 経歴
和銅7年（714年）従六位下から四階昇進して従五位下に叙爵。父・真人が没した翌年の養老4年（720年）従五位上に叙せられる。
神亀元年（724年）聖武天皇の即位に伴って正五位下に昇叙、神亀6年（729年）正五位上、天平7年（735年）従四位下に至る。この間の天平4年（732年）平城京薬師寺造営のために造薬師寺司が置かれると造薬師寺大夫に任ぜられたほか、武蔵守も務めている。天平2年（730年）1月13日に大宰帥・大伴旅人の邸宅で催された宴会に際して和歌を詠んだ大宰少弐・粟田大夫にも比定される。
天平10年（738年）6月1日卒去。最終官位は武蔵守従四位下。

## 官歴
『続日本紀』による。
- 時期不詳：従六位下
- 和銅7年（714年） 正月5日：従五位下[2]
- 養老4年（720年） 正月11日：従五位上
- 神亀元年（724年） 2月22日：正五位下
- 神亀6年（729年） 3月4日：正五位上
- 天平4年（732年） 10月17日：造薬師寺大夫
- 時期不詳：武蔵守
- 天平7年（735年） 4月23日：従四位下